# لس چپل
لس چپل (انگلیسی: Les Chappell؛ زادهٔ ۶ فوریهٔ ۱۹۴۷) بازیکن فوتبال اهل بریتانیا است.
از باشگاه‌هایی که در آن بازی کرده‌است می‌توان به باشگاه فوتبال دونکستر راورز، باشگاه فوتبال بلکبرن روورز، باشگاه فوتبال روترهام یونایتد، باشگاه فوتبال سوانزی سیتی، و باشگاه فوتبال ردینگ اشاره کرد.